# Institucions Federals de Transició
Les Institucions Federals de Transició de Somàlia són les principals fundacions governamentals creades a octubre-novembre de 2004 en una conferència celebrada a Nairobi (Kenya). Inclouen les següents:
- Carta Federal de Transició (TFC)[1]
- Parlament Federal de Transició (TFP)[2]
- Govern Federal de Transició (TFG)[3]

El mandat de les institucions federals de transició va expirar a l'agost de 2012, quan es va establir el Govern Federal de Somàlia.